# Ulrich Tilgner

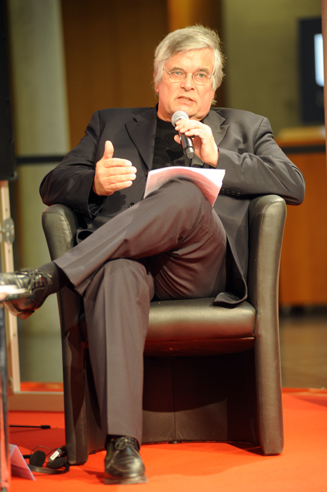
Ulrich Tilgner im Januar 2011

Ulrich Tilgner (* 16. Januar 1948 in Bremen) ist ein deutscher Journalist, Auslandskorrespondent und Sachbuchautor. Bekannt wurde er als Kriegsberichterstatter aus Bagdad.

## Werdegang
Ulrich Tilgner wuchs in Bremen auf und besuchte von 1958 bis 1966 das Alte Gymnasium. Nach dem Wehrdienst studierte er Empirische Kulturwissenschaften, Politische Wissenschaften und Wirtschaftsgeschichte in Freiburg im Breisgau und Tübingen. Ein Jahr lang war er Mitarbeiter des baden-württembergischen Landesamtes für Denkmalschutz, ehe er 1976 Mitarbeiter des SDR wurde. 1979 wechselte er zur Nachrichtenagentur dpa und war Chef vom Dienst im dpa-Landesbüro Südwest. Seit 1980 berichtete Tilgner als Korrespondent sowohl für dpa als auch für mehrere Zeitungen, Deutsche Welle TV, ARD, ZDF und das Schweizer Fernsehen aus dem Nahen und Mittleren Osten.
Von 1986 bis 2001 hatte er sein Büro in Amman in Jordanien. Sowohl 1991 (Zweiter Golfkrieg) als auch 2003 (Irak-Krieg) war er als Kriegsberichterstatter in Bagdad. Dabei ist er nicht der „klassische Kriegsreporter“: „Ich habe diese Region 25 Jahre lang begleitet. Nach Bagdad zu gehen, war daher nur folgerichtig.“ 2002 übernahm Tilgner die Leitung des ZDF-Büros in Teheran. Von 2006 bis April 2008 war er zudem ZDF-Sonderkorrespondent für den Nahen und Mittleren Osten, insbesondere Afghanistan und Irak. Ab April 2008 beendete Tilgner die Zusammenarbeit mit dem ZDF und berichtete hauptsächlich für das Schweizer Fernsehen, da in der Schweiz hingegen Sendungen wie Tagesschau oder 10vor10 Institutionen seien, wo er noch keine Eingriffe in seine Arbeit erlebt habe. Seit Anfang 2015 ist er pensioniert.
Tilgner ist mit einer Journalistin verheiratet und hat aus erster Ehe zwei erwachsene Kinder. Er lebt in Hamburg.

## Hanns-Joachim-Friedrichs-Preis
Im Jahr 2003 erhielt Ulrich Tilgner neben Antonia Rados den Hanns-Joachim-Friedrichs-Preis für Fernsehjournalismus für seine Berichterstattung aus Bagdad. In der Begründung hieß es, beide hätten sich „mit Ausdauer und Erfolg darum bemüht, auch unter dem Druck der kriegerischen Ereignisse und der eingeschränkten Informationsfreiheit den Überblick zu behalten, präzise zu formulieren und dem Abenteurertum ebenso wie der Parteilichkeit zu entgehen.“

## BND-Affäre
Im Zusammenhang mit der Bespitzelung von Journalisten in Afghanistan 2006 wurde bekannt, dass auch Tilgner 2007 bespitzelt wurde.

## Ausstieg und Kritik am ZDF
Nach eigenem Bekunden aus Unzufriedenheit mit den Arbeitsbedingungen (Eingriffe in die Pressefreiheit und Bündnisrücksichten) in Deutschland ließ Tilgner 2010 seinen Vertrag mit dem ZDF auslaufen. Tilgner kritisierte unter anderem, dass es seiner Ansicht nach im ZDF mangelnde Unabhängigkeit und seit Gerhard Schröder einen Hang zum „eingebetteten Journalismus“ gebe. Tilgner findet, ähnlich wie Wolfgang Herles, viele Sendungen zu boulevardesk und zu regierungsfromm. Es sei ein geschlossener Kreislauf entstanden, „in dem Journalisten die Adressaten symbolischer Politik sind und die Wahrheit auf der Strecke bleibt“.

## Rezeption
Zwischen Krieg und Terror (2007)
Nach Meinung Rainer Burchardts widersteht Tilgner der Versuchung einer klaren und einseitigen Parteinahme: „Er geht mit den Fanatikern und Missionaren beider Seiten scharf ins Gericht. Das Kreuzzugsdenken der Bush-Administration werde ebenso angeprangert wie der fundmentalistische Islamismus.“ Trotz einer stellenweise „zimperlich anmutende(n) Positionsvermeidung“ lasse Tilgner keinen Zweifel daran, dass der Schlüssel bei der Lösung des Nahostkonflikts in Washington liege und die erste Stufe einer umfassenden Friedenskonzeption ein Ende des Israelkonflikts sein müsse. Tilgners Ratlosigkeit am Ende lasse sich mit Kofi Annans These zum katastrophalen Versagen politischen Könnens verstehen.
Andreas Pflitsch dagegen findet bei Tilgner „die Klischees von Islam und Christentum als unverbesserliche Antipoden“. Er verstricke sich in das Ideologem vom Kampf der Kulturen, hinter dem eine „verkrampfte Suche nach einer europäischen Identität“ und das Ignorieren der gemeinsamen Wurzeln liege. Davon abgesehen machen für den Rezensenten aber vor allem die beiden Hauptkapitel über das iranische Atomprogramm und den „Krieg gegen den Terror“ das Buch insgesamt empfehlenswert. In guter investigativer Tradition schreibe Tilgner über „gegenwärtige Machtpolitik und ihre Verlogenheiten, über offene diplomatische Verwerfungen und unterschwellig wirkende Missverständnisse.“
Die Logik der Waffen. Westliche Politik im Orient (2012)
Michael Lüders nennt Ulrich Tilgners Monografie ein „mutiges und faktenreiches Buch, das die große Mehrheit westlicher Politiker und Leitartikler beschämen sollte.“ Ziel der USA sei es, im Iran die islamische Ordnung zu stürzen und pro-westliche Verhältnisse wiederherzustellen. Obamas Strategie der Wirtschaftssanktionen könne nach Tilgner aber nicht aufgehen, da die iranische Opposition damit ihren Rückhalt verliere. Tilgner sehe die Verbindung zu Syrien, denn über Syrien erfolgt der Waffennachschub für die libanesische Hisbollah. Somit sei für die USA der Sturz Assads Voraussetzung, um die „schiitische Achse“ zu zerstören. Den Preis für dieses Machtspiel zahle die syrische Bevölkerung. Auch für Irak und Afghanistan sieht Tilgner eine düstere Zukunft. Lüders lobt die Analysen über die zunehmende Privatisierung der amerikanischen Kriegsführung, zu Cyberkrieg und Drohnenangriffen, die zu Eskalationen führen können.
Medienreflexe statt Information (2015)
Für Tilgner zeigt die Berichterstattung über die Entwicklungen in Irak, Iran und Afghanistan seit der Jahrtausendwende „einen dramatischen – auch ethischen Verfall der Medien.“ „Statt die Entwicklung des Scheiterns westlicher Politik darzustellen, wurde sie verharmlost und um Verständnis für diese Politik geworben.“ Beispiele dafür sieht Tilgner in dem naiven und fahrlässigen Unterfangen der deutschen Politik, mithilfe des angeblichen Hilfseinsatzes der Bundeswehr und viel zu geringen finanziellen Mitteln einen Neuanfang Afghanistans hervorzubringen. Im Iran erlebte Tilgner, wie verzerrt die Position des Irans im ersten Golfkrieg und in der Frage der atomaren Aufrüstung dargestellt wurde. Sein Fazit ist, dass sich die Medien wieder zunehmend vereinnahmen lassen, eine Tendenz, die sich mit der „Militarisierung der Politik“ noch verstärkt habe.

## Publikationen
- Umbruch im Iran. Augenzeugenberichte. Analysen. Dokumente. Rowohlt, Reinbek bei Hamburg 1983, ISBN 3-499-14441-7.
- Der inszenierte Krieg. Täuschung und Wahrheit beim Sturz Saddam Husseins. Rowohlt, Reinbek bei Hamburg 2003, ISBN 3-87134-492-3.
- Zwischen Krieg und Terror. Der Zusammenprall von Islam und westlicher Politik im Mittleren Osten. C. Bertelsmann, Bielefeld 2006, ISBN 3-570-00932-7.
- Die Logik der Waffen. Westliche Politik im Orient. Orell Füssli, Zürich 2012, ISBN 978-3-280-05489-5.
- Eingeschränkte Bewegungsfreiheit. Journalistische Arbeit in Kriegs- und Krisenregionen, in: Löffelholz et al. (Hrsg.): Kriegs- und Krisenberichterstattung, Copyright by UVK 2008 (PDF, Archiv)
- Medienreflexe statt Information. Falsche Eindücke aus Irak, Iran und Afghanistan in: Ronald Thoden (Hrsg.): ARD & Co. – Wie Medien manipulieren. Band 1. Selbrund, Frankfurt am Main 2015, ISBN 978-3-9816963-7-0.
- Krieg im Orient. Das Scheitern des Westens. Rowohlt Berlin, Berlin 2020, ISBN 978-3-7371-0097-7.